# Coppa panamericana maschile di pallavolo 2023
La Coppa panamericana maschile di pallavolo 2023 si è svolta dal 15 al 20 agosto 2023 a Guadalajara, in Messico: al torneo hanno partecipato 10 squadre nazionali tra nordamericane e sudamericane e la vittoria finale è andata per la prima volta al Canada.

## Impianti
|                                                                                            |  |  |
|                                                                                            |  |  |
| Complejo Panamericano de Voleibol Città: Guadalajara Capienza: 3 192 Anno d'apertura: 2007 |  |  |

## Regolamento

### Formula
Le squadre hanno disputato una prima fase a gironi con formula del girone all'italiana; al termine della prima fase:
- Le prime due classificate di ogni girone hanno acceduto alla fase finale per il primo posto, strutturata in quarti di finale, a cui hanno partecipato solo la peggiore prima e le seconde classificate, semifinali, finale per il terzo posto e finale.
- Le due eliminate ai quarti di finale della fase finale per il primo posto hanno acceduto alla finale per il quinto posto.
- L'ultima classificata del girone A e B e le ultime due classificate del girone C hanno acceduto alla fase finale per il setimo posto, strutturata in semifinali, finale per il nono posto e finale per il settimo posto.

### Criteri di classifica
Se il risultato finale è stato di 3-0 sono stati assegnati 5 punti alla squadra vincente e 0 a quella sconfitta, se il risultato finale è stato di 3-1 sono stati assegnati 4 punti alla squadra vincente e 1 a quella sconfitta, se il risultato finale è stato di 3-2 sono stati assegnati 3 punti alla squadra vincente e 2 a quella sconfitta.
L'ordine del posizionamento in classifica è stato definito in base a:
- Numero di partite vinte;
- Punti;
- Ratio dei set vinti/persi;
- Ratio dei punti realizzati/subiti;
- Risultati degli scontri diretti.

## Squadre partecipanti
| Squadra         | Qualificazione      | Ultima partecipazione |
| --------------- | ------------------- | --------------------- |
| Brasile         | Ranking CSV         | Canada 2022           |
| Canada          | Ranking NORCECA     | Canada 2022           |
| Cile            | Ranking NORCECA     | Canada 2022           |
| Colombia        | Ranking CSV         | Messico 2018          |
| Cuba            | Ranking NORCECA     | Canada 2022           |
| Messico         | Paese organizzatore | Canada 2022           |
| Perù            | Ranking CSV         | Messico 2019          |
| Porto Rico      | Ranking NORCECA     | Canada 2022           |
| Rep. Dominicana | Ranking NORCECA     | Canada 2022           |
| Stati Uniti     | Ranking NORCECA     | Canada 2022           |

## Torneo

### Fase a gironi
| Girone A    | Girone B        | Girone C |
| ----------- | --------------- | -------- |
| Cile        | Brasile         | Colombia |
| Porto Rico  | Canada          | Cuba     |
| Stati Uniti | Rep. Dominicana | Messico  |
| -           | -               | Perù     |

#### Girone A

##### Risultati
| 10 agosto 2023 Complejo Panamericano de Voleibol, Guadalajara Durata: 1h:33 - Spettatori: 500 | Stati Uniti | 3 - 0 | Porto Rico  | 26-24, 25-13, 25-23        |
| 11 agosto 2023 Complejo Panamericano de Voleibol, Guadalajara Durata: 1h:42 - Spettatori: 150 | Cile        | 1 - 3 | Stati Uniti | 14-25, 25-21, 12-25, 21-25 |
| 12 agosto 2023 Complejo Panamericano de Voleibol, Guadalajara Durata: 1h:20 - Spettatori: 200 | Porto Rico  | 0 - 3 | Cile        | 14-25, 16-25, 19-25        |

##### Classifica
| Pos. | Squadra     | Pt | G | V | P | SV | SP | Ratio | PF  | PS  | Ratio |
| ---- | ----------- | -- | - | - | - | -- | -- | ----- | --- | --- | ----- |
| 1    | Stati Uniti | 9  | 2 | 2 | 0 | 6  | 1  | 6,000 | 172 | 132 | 1,303 |
| 2    | Cile        | 6  | 2 | 1 | 1 | 4  | 3  | 1,333 | 147 | 145 | 1,013 |
| 3    | Porto Rico  | 0  | 2 | 0 | 2 | 0  | 6  | 0,000 | 109 | 151 | 0,721 |

      Qualificata ai quarti di finale per il primo posto.
      Qualificata alle semifinali per il settimo posto.

#### Girone B

##### Risultati
| 9 agosto 2023 Complejo Panamericano de Voleibol, Guadalajara Durata: 1h:08 - Spettatori: 600  | Brasile         | 3 - 0 | Rep. Dominicana | 25-17, 25-17, 25-17        |
| 9 agosto 2023 Complejo Panamericano de Voleibol, Guadalajara Durata: 1h:18 - Spettatori: 500  | Canada          | 0 - 3 | Brasile         | 16-25, 20-25, 21-25        |
| 10 agosto 2023 Complejo Panamericano de Voleibol, Guadalajara Durata: 1h:44 - Spettatori: 400 | Rep. Dominicana | 1 - 3 | Canada          | 14-25, 25-17, 21-25, 16-25 |

##### Classifica
| Pos. | Squadra         | Pt | G | V | P | SV | SP | Ratio | PF  | PS  | Ratio |
| ---- | --------------- | -- | - | - | - | -- | -- | ----- | --- | --- | ----- |
| 1    | Brasile         | 10 | 2 | 2 | 0 | 6  | 0  | MAX   | 150 | 108 | 1,388 |
| 2    | Canada          | 4  | 2 | 1 | 1 | 3  | 4  | 0,750 | 149 | 151 | 0,986 |
| 3    | Rep. Dominicana | 1  | 2 | 0 | 2 | 1  | 6  | 0,166 | 127 | 167 | 0,760 |

      Qualificata alle semifinali per il primo posto.
      Qualificata ai quarti di finale per il primo posto.
      Qualificata alle semifinali per il settimo posto.

#### Girone C

##### Risultati
| 15 agosto 2023 Complejo Panamericano de Voleibol, Guadalajara Durata: 1h:20 - Spettatori: 800   | Cuba     | 0 - 3 | Colombia | 24-26, 17-25, 20-25               |
| 15 agosto 2023 Complejo Panamericano de Voleibol, Guadalajara Durata: 1h:59 - Spettatori: 1 000 | Messico  | 3 - 2 | Perù     | 23-25, 25-10, 25-19, 30-32, 15-10 |
| 16 agosto 2023 Complejo Panamericano de Voleibol, Guadalajara Durata: 1h:10 - Spettatori: 800   | Perù     | 3 - 0 | Cuba     | 25-20, 25-19, 25-19               |
| 16 agosto 2023 Complejo Panamericano de Voleibol, Guadalajara Durata: 1h:31 - Spettatori: 1 700 | Colombia | 0 - 3 | Messico  | 22-25, 19-25, 22-25               |
| 17 agosto 2023 Complejo Panamericano de Voleibol, Guadalajara Durata: 1h:16 - Spettatori: 1 600 | Colombia | 3 - 0 | Perù     | 25-23, 29-17, 25-13               |
| 17 agosto 2023 Complejo Panamericano de Voleibol, Guadalajara Durata: 1h:43 - Spettatori: 2 800 | Messico  | 3 - 1 | Cuba     | 21-25, 25-23, 25-19, 25-21        |

##### Classifica
| Pos. | Squadra  | Pt | G | V | P | SV | SP | Ratio | PF  | PS  | Ratio |
| ---- | -------- | -- | - | - | - | -- | -- | ----- | --- | --- | ----- |
| 1    | Messico  | 12 | 3 | 3 | 0 | 9  | 3  | 3,000 | 289 | 247 | 1,170 |
| 2    | Colombia | 10 | 3 | 2 | 1 | 6  | 3  | 2,000 | 218 | 199 | 1,095 |
| 3    | Perù     | 7  | 3 | 1 | 2 | 5  | 6  | 0,833 | 234 | 255 | 0,917 |
| 4    | Cuba     | 1  | 3 | 0 | 3 | 1  | 9  | 0,111 | 207 | 247 | 0,838 |

      Qualificata alle semifinali per il primo posto.
      Qualificata ai quarti di finale per il primo posto.
      Qualificata alle semifinali per il settimo posto.

### Fase finale

#### Finali 1º e 3º posto
|  | Quarti di finale | Quarti di finale | Quarti di finale |  |  | Semifinali | Semifinali | Semifinali |        |   | Finale          | Finale  | Finale |  |
|  |                  |                  |                  |  |  |            |            |            |        |   |                 |         |        |  |
|  | 2C               | Colombia         | 2                |  |  |            |            |            |        |   |                 |         |        |  |
|  | 2A               | Cile             | 3                |  |  | 1B         | Brasile    | 3          |        |   |                 |         |        |  |
|  |                  |                  |                  |  |  | 1A         | Cile       | 0          |        |   |                 |         |        |  |
|  |                  |                  |                  |  |  |            |            |            |        |   | 1B              | Brasile | 1      |  |
|  | 1A               | Stati Uniti      | 0                |  |  |            |            | 2B         | Canada | 3 |                 |         |        |  |
|  | 2B               | Canada           | 3                |  |  | 1C         | Messico    | 1          |        |   |                 |         |        |  |
|  |                  |                  |                  |  |  | 2B         | Canada     | 3          |        |   |                 |         |        |  |
|  |                  |                  |                  |  |  |            |            |            |        |   | Finale 3º posto |         |        |  |
|  |                  |                  |                  |  |  |            |            |            |        |   |                 |         |        |  |
|  |                  |                  |                  |  |  |            |            |            |        |   | 1A              | Cile    | 3      |  |
|  |                  |                  |                  |  |  |            |            |            |        |   | 1C              | Messico | 0      |  |

##### Quarti di finale
| 18 agosto 2023 Complejo Panamericano de Voleibol, Guadalajara Durata: 2h:17 - Spettatori: 800 | Colombia    | 2 - 3 | Cile   | 23-25, 25-15, 25-17, 25-27, 16-18 |
| 18 agosto 2023 Complejo Panamericano de Voleibol, Guadalajara Durata: 1h:29 - Spettatori: 500 | Stati Uniti | 0 - 3 | Canada | 20-25, 20-25, 25-27               |

##### Semifinali
| 19 agosto 2023 Complejo Panamericano de Voleibol, Guadalajara Durata: 1h:20 - Spettatori: 2 500 | Brasile | 3 - 0 | Cile   | 25-23, 25-20, 25-21        |
| 19 agosto 2023 Complejo Panamericano de Voleibol, Guadalajara Durata: 1h:53 - Spettatori: 2 800 | Messico | 1 - 3 | Canada | 19-25, 25-23, 22-25, 18-25 |

##### Finale 5º posto
| 20 agosto 2023 Complejo Panamericano de Voleibol, Guadalajara Durata: 1h:17 - Spettatori: 400 | Colombia | 0 - 3 | Stati Uniti | 18-25, 20-25, 15-25 |

##### Finale 3º posto
| 20 agosto 2023 Complejo Panamericano de Voleibol, Guadalajara Durata: 1h:33 - Spettatori: 2 500 | Cile | 3 - 0 | Messico | 25-22, 27-25, 25-22 |

##### Finale
| 20 agosto 2023 Complejo Panamericano de Voleibol, Guadalajara Durata: 1h:54 - Spettatori: 2 900 | Brasile | 1 - 3 | Canada | 24-26, 25-20, 23-25, 22-25 |

#### Finali 7º e 9º posto
|  | Semifinali | Semifinali      | Semifinali |      |    | Finale 7º posto | Finale 7º posto | Finale 7º posto |  |
|  |            |                 |            |      |    |                 |                 |                 |  |
|  | 3C         | Perù            | 3          |      |    |                 |                 |                 |  |
|  | 3C         | Perù            | 3          |      |    |                 |                 |                 |  |
|  | 3A         | Porto Rico      | 2          |      |    |                 |                 |                 |  |
|  | 3A         | Porto Rico      | 2          |      | 3C | Perù            | 3               |                 |  |
|  |            |                 |            |      | 3C | Perù            | 3               |                 |  |
|  |            |                 | 4C         | Cuba | 2  |                 |                 |                 |  |
|  | 3B         | Rep. Dominicana | 4C         | Cuba | 2  | 0               |                 |                 |  |
|  | 3B         | Rep. Dominicana |            |      |    | 0               |                 |                 |  |
|  | 4C         | Cuba            | 3          |      |    | Finale 9º posto | Finale 9º posto | Finale 9º posto |  |
|  | 4C         | Cuba            | 3          |      |    |                 |                 |                 |  |
|  |            |                 |            |      |    |                 |                 |                 |  |
|  |            |                 |            |      |    | 3A              | Porto Rico      | 3               |  |
|  |            |                 |            |      |    | 3A              | Porto Rico      | 3               |  |
|  |            |                 |            |      |    | 3B              | Rep. Dominicana | 1               |  |

##### Semifinali
| 18 agosto 2023 Complejo Panamericano de Voleibol, Guadalajara Durata: 2h:10 - Spettatori: 200 | Perù            | 3 - 2 | Porto Rico | 22-25, 25-22, 31-29, 17-25, 15-11 |
| 18 agosto 2023 Complejo Panamericano de Voleibol, Guadalajara Durata: 1h:28 - Spettatori: 150 | Rep. Dominicana | 0 - 3 | Cuba       | 24-26, 23-25, 22-25               |

##### Finale 9º posto
| 19 agosto 2023 Complejo Panamericano de Voleibol, Guadalajara Durata: 2h:03 - Spettatori: 125 | Porto Rico | 3 - 1 | Rep. Dominicana | 28-26, 25-20, 20-25, 25-19 |

##### Finale 7º posto
| 19 agosto 2023 Complejo Panamericano de Voleibol, Guadalajara Durata: 1h:46 - Spettatori: 1 500 | Perù | 3 - 2 | Cuba | 25-18, 17-25, 25-20, 16-25, 15-12 |

## Classifica finale
| Pos     | Squadra         | Rosa |
| ------- | --------------- | --- |
| Oro     | Canada          | Formazione: 3 Keturakis, 11 House, 19 Portelance, 20 Canham, 21 Howe, 22 Neaves, 23 Elser, 24 Heslinga, 33 McCarthy, 41 Kristjanson, 48 Vincett, 77 Falardeau, 87 Hollands, 88 Picklyk, CT: Lewis                |
| Argento | Brasile         | Formazione: 1 Oppenkoski, 2 Bender, 3 Stragliotto, 5 Silva, 6 Kuhnen, 7 do Nascimento, 8 Santos, 9 Coelho, 10 Batista, 14 França, 17 Elias, 18 de Souza, 20 Bergmann, 25 Cardoso, CT: Schwanke                   |
| Bronzo  | Cile            | Formazione: 1 Villarreal, 2 Ibarra, 3 Araya, 4 T. Parraguirre, 5 V. Parraguirre, 6 Gago, 7 R. Albornoz, 8 S. Albornoz, 9 D. Bonacic, 10 Mardones, 11 Jadue, 16 Valenzuela, 17 Bravo, 18 K. Bonacic, CT: Nejamkin |
| 4       | Messico         | Formazione: 3 Bravo, 5 Parra, 6 J. López, 7 González, 8 E. Mendoza, 9 Téllez, 10 Rangel, 11 B. López, 12 Fuentes, 16 Chávez, 18 Sanay, 19 Hernández, 23 Sánchez, 25 Sandoval, CT: Azair                          |
| 5       | Stati Uniti     | Formazione: 2 Gooch, 3 Bogner, 6 McIntosh, 7 Pasteur, 9 Knigge, 10 Gianni, 13 Gasman, 14 Isaacson, 15 Van Buren, 22 McCauley, 23 Marshman, 24 Wildman, 25 Champlin, 26 McHenry, CT: Read                         |
| 6       | Colombia        | Formazione: 1 Ramos, 2 Piza, 3 Estupiñan, 5 Mosquera, 7 Agamez, 8 Mejía, 9 Caicedo, 10 Larrahondo, 11 Aponzá, 12 Medina, 13 Ambuila, 18 Jaramillo, 19 Mesa, 23 Aponzá, CT: Ortiz                                 |
| 7       | Perù            | Formazione: 1 Urueña, 2 Williams, 3 Patrón, 4 Blanco, 6 La Torre, 7 Romay, 8 Jaramillo, 9 Barbieri, 10 Despaigne, 11 Bustamante, 13 Bernaola, 18 Mendoza, 23 Seminario, 25 Morón, CT: Gala                       |
| 8       | Cuba            | Formazione: 1 Chirino, 3 Cárdenas, 6 Y. González, 9 A. González, 11 Suárez, 14 Goide, 15 Léon, 16 Romero, 17 Contreras, 19 Pedroso, 22 Gutiérrez, 24 Gorguet, CT: Izquierdo                                      |
| 9       | Porto Rico      | Formazione: 1 García, 2 Lawrence, 3 Hoyos, 6 Rodríguez, 7 G. Torres, 13 A. Torres, 16 Ellis, 17 Alomar, 18 Elías, 19 López, 22 Massanet, 26 Adames, CT: Antonetti                                                |
| 10      | Rep. Dominicana | Formazione: 1 Tapia, 2 Reinoso, 4 Hernández, 5 Miéses, 6 E. Ortiz, 8 López, 9 Turbides, 10 Toribio, 11 de Jesús, 12 Almonte, 13 Torres, 15 Rosario, 18 M. Ortiz, 19 Cruz, CT: Gutiérrez                          |

|  | Qualificata ai XIX Giochi panamericani |

## Premi individuali
| Premio                | Nome                | Squadra         |
| --------------------- | ------------------- | --------------- |
| MVP                   | Isaac Heslinga      | Canada          |
| Miglior realizzatore  | Vicente Parraguirre | Cile            |
| Miglior servizio      | Darlan de Souza     | Brasile         |
| Miglior difesa        | Hiram Bravo         | Messico         |
| Miglior ricevitore    | Alain Gorguet       | Cuba            |
| Miglior palleggiatore | Matheus Silva       | Brasile         |
| Miglior opposto       | Darlan de Souza     | Brasile         |
| Miglior schiacciatore | Wilfrido Hernández  | Rep. Dominicana |
| Miglior schiacciatore | José Gutiérrez      | Cuba            |
| Miglior centrale      | Daniel Urueña       | Perù            |
| Miglior centrale      | Axel Téllez         | Messico         |
| Miglior libero        | Hiram Bravo         | Messico         |